# Julianna Peña
Julianna Peña, née le 19 août 1989 à Spokane dans l'État de Washington, est une pratiquante américaine d'arts martiaux mixtes (MMA). Elle évolue depuis 2013 dans la catégorie des poids coqs de l'Ultimate Fighting Championship (UFC). Elle remporte le titre de championne des poids coqs de l'UFC en décembre 2021 en battant Amanda Nunes, invaincue depuis 2014. La Brésilienne récupère cependant sa ceinture dès la première défense de titre de Peña en juillet 2022.

## Biographie
Julianna Peña est serveuse dans un restaurant et elle enseigne les arts martiaux comme instructeur assistante dans le club SikJitsu à Spokane. Elle commence le kick-boxing en octobre 2008. À la suite de sa première compétition en 2009, elle se lance pleinement dans la pratique des arts martiaux mixtes.

## Parcours en arts martiaux mixtes

### Débuts de carrière
Le 6 février 2009, Julianna Peña participe à son premier combat amateur. Elle est opposée, à sa compatriote Kate Dell lors de l'évènement EF : ExciteFight Minniger vs. Spain se déroulant à Spokane dans l'état de Washington. Elle remporte une victoire par décision unanime.
Le 28 février 2009 Julianna Peña est opposée à une autre américaine, Cynthia Hernandez lors de l'évènement MLCF : Moses Lake Cage Fights se déroulant à Moses Lake dans l'état de Washington aux États-Unis. Elle remporte le combat dès le premier round par soumission (coups de poing).

### Carrière professionnelle
Le 9 mai 2009 Julianna Peña affronte l'américaine Raylene Harvey pour son premier combat sur le circuit professionnel. L'évènement, EF : ExciteFight Chiesa vs.Brim a lieu à Spokane dans l'état de Washington aux États-Unis. Elle commence son parcours avec une victoire par soumission (étranglement arrière) dès le premier round.
Le 20 avril 2012 Julianna Peña affronte la canadienne Sarah Moras lors du COTC : Conquest of the Cage 11 qui a lieu à Airway Heights dans l'état de Washington aux États-Unis. Le premier round est bien contrôlé par Sarah Moras qui se protège d'une manière efficace des coups de poing et de coude de son adversaire. Durant la seconde reprise la canadienne place une clé de bras mais Julianna Peña refuse d'abandonner. À la fin du round, le docteur demande l'arrêt du combat soupçonnant une fracture de l'américaine et Sarah Moras remporte la victoire.

### Ultimate Fighting Championship
Le 30 novembre 2013, Julianna Peña est opposée à la Canadienne Jessica Rakoczy lors des finales de The Ultimate Fighter 18 à Las Vegas. L'issue du combat tourne en sa faveur, elle obtient une victoire par KO technique à la dernière seconde de la première reprise et remporte par conséquent cette saison de l'émission de l'UFC.
Alors qu'elle était annoncée pour rencontrer Jessica Andrade le 15 mars 2014 pour l'UFC 171 à Dallas, Peña subit une grave blessure au genou durant un entrainement. La promotion américaine la remplace par Raquel Pennington,.
Après cette blessure qui l'aura éloignée de toutes compétitions durant seize mois, Julianna Peña fait son retour le 4 avril 2015 pour une rencontre face à la Russe Milana Dudieva lors de l'UFC Fight Night 63 à Fairfax. Peña engage le combat très offensivement et vient à bout de son adversaire dès le premier round par KO technique via coups de poing et coups de coude.
Elle est gratifiée d'un bonus de performance de la soirée.
Par la suite Julianna Peña annonce qu'elle se sent prête à porter la ceinture de championne des poids coqs. Elle la remporte le 11 décembre 2021, lors de l'UFC 269, par soumission au deuxième round, face à Amanda Nunes, autrice d'une prestation décevante. Amanda Nunes était invaincue depuis 2014, et restait sur douze victoires.

### Distinctions
- Ultimate FC
  - Performance de la soirée (x2) (4 avril 2015 face à Milana Dudieva et 11 décembre 2021 face à Amanda Nunes)

## Palmarès en arts martiaux mixtes
| 16 combats     | 12 victoires | 4 défaites |
| Par KO         | 3            | 1          |
| Par soumission | 5            | 2          |
| Sur décision   | 4            | 1          |

| Résultat | Record | Adversaire           | Méthode                                 | Événement                                 | Date             | Round | Temps | Lieu                                    | Notes                                                                                                 |
| -------- | ------ | -------------------- | --------------------------------------- | ----------------------------------------- | ---------------- | ----- | ----- | --------------------------------------- | --- |
| Défaite  | 12-6   | Kayla Harrison       | Soumission (kimura)                     | UFC 316 : Dvalishvili contre O'Malley 2   | 7 juin 2025      | 2     | 4:55  | Newark, New Jersey, États-Unis          | Perd le championnat poids coq de l'UFC. Un point a été retiré à Peña pour des coups de pied illégaux. |
| Victoire | 12-4   | Raquel Pennington    | Décision                                | UFC 307: Pereira vs. Rountree Jr          | 6 octobre 2024   | 5     | 5:00  | Salt Lake City, Utah, Etats-Unis        | Gagne le titre des poids coqs de l'UFC.                                                               |
| Défaite  | 11-5   | Amanda Nunes         | Décision unanime                        | UFC 277: Peña vs. Nunes 2                 | 30 juillet 2022  | 5     | 5:00  | Dallas, Texas, États-Unis               | Perd le titre des poids coqs de l'UFC.                                                                |
| Victoire | 11-4   | Amanda Nunes         | Soumission (étranglement arrière)       | UFC 269: Oliveira vs. Poirier             | 11 décembre 2021 | 2     | 3:26  | Las Vegas, Nevada, États-Unis           | Remporte le titre des poids coqs de l'UFC. Performance de la soirée.                                  |
| Victoire | 10-4   | Sara McMann          | Soumission (étranglement arrière)       | UFC 257: Poirier vs. McGregor 2           | 24 janvier 2021  | 3     | 3:39  | Abou Dabi, Émirats arabes unis          | |
| Défaite  | 9-4    | Germaine de Randamie | Soumission technique (guillotine)       | UFC on ESPN: Holm vs. Aldana              | 4 octobre 2020   | 3     | 3:25  | Abou Dabi, Émirats arabes unis          | |
| Victoire | 9-3    | Nicco Montaño        | Décision unanime                        | UFC Fight Night: de Randamie vs. Ladd     | 13 juillet 2019  | 3     | 5:00  | Sacramento, Californie, États-Unis      | |
| Défaite  | 8-3    | Valentina Shevchenko | Soumission (clé de bras)                | UFC on Fox: Shevchenko vs. Peña           | 28 janvier 2017  | 2     | 4:29  | Denver, Colorado, États-Unis            | |
| Victoire | 8-2    | Cat Zingano          | Décision unanime                        | UFC 200: Tate vs. Nunes                   | 9 juillet 2016   | 3     | 5:00  | Las Vegas, Nevada, États-Unis           | |
| Victoire | 7-2    | Jessica Eye          | Décision unanime                        | UFC 192: Cormier vs. Gustafsson           | 3 octobre 2015   | 3     | 5:00  | Houston, Texas, États-Unis              | |
| Victoire | 6-2    | Milana Dudieva       | TKO (coups de poing et coups de coude)  | UFC Fight Night: Mendes vs. Lamas         | 4 avril 2015     | 1     | 3:59  | Fairfax, Virginie, États-Unis           | Performance de la soirée.                                                                             |
| Victoire | 5-2    | Jessica Rakoczy      | TKO (coups de poing et coups de coude)  | The Ultimate Fighter 18 Finale            | 30 novembre 2013 | 1     | 4:59  | Las Vegas, Nevada, États-Unis           | Remporte The Ultimate Fighter 18.                                                                     |
| Défaite  | 4-2    | Deanna Bennett       | Décision unanime                        | Showdown Fights 10 : Collard vs. Clements | 8 février 2013   | 3     | 5:00  | Orem, Utah, États-Unis                  | |
| Défaite  | 4-1    | Sarah Moras          | TKO (arrêt du médecin)                  | Conquest of the Cage 11                   | 19 avril 2012    | 2     | 5:00  | Airway Heights, Washington, États-Unis  | |
| Victoire | 4-0    | Rachael Swatez       | Soumission (étranglement en guillotine) | Conquest of the Cage 10                   | 15 décembre 2011 | 2     | 0:17  | Airway Heights, Washington, États-Unis  | |
| Victoire | 3-0    | Stephanie Webber     | Soumission (clé de bras)                | CageSport 8                               | 5 décembre 2009  | 2     | 2:54  | Tacoma, Washington, États-Unis          | |
| Victoire | 2-0    | Robyn Dunne          | TKO (coups de poing)                    | IFC: Caged Combat                         | 15 août 2009     | 1     | NC    | Penticton, Colombie-Britannique, Canada | |
| Victoire | 1-0    | Raylene Harvey       | Soumission (étranglement arrière)       | ExciteFight                               | 9 mai 2009       | 1     | 2:58  | Spokane, Washington, États-Unis         | |